# Obedience thru Suffering
Obedience thru Suffering (englisch für „Gehorsam durch Leiden“) ist das Debütalbum der US-amerikanischen Doom-Metal- und Sludge-Band Crowbar. Es erschien 1992 auf dem Label Grind Core International, wurde aber später unter anderem durch Pavement Music wiederveröffentlicht.

## Stil
Das Album wird dem Sludge zugerechnet. Bradley Torreano sieht Einflüsse in der „roboterhaften Herangehensweise von Helmet, den rasiermesserscharfen Riffs von Exhorder und dem langsamen Rhythmus der Melvins“.
Das gesamte Album wird ohne Solo dargebracht. Der später als Sludge bezeichnete Klang ist langsam und schwerfällig, der Gesang ist meist melodisch, es werden zumeist kurze Textzeilen gesungen. Im Gesang wurden auch Thrash-Einflüsse gesehen.
Musik und Gesang ähnelten „eher einer Thrash-Version des Dooms, d.h. man hört laute, energiegeladene Gitarren verbunden mit derb-thrashigem Gesang und äußerst originellen Riffs.“ (Frank Albrecht) Die Thrasheinflüsse wurden insbesondere auf die ebenfalls aus New Orleans stammenden Exhorder zurückgeführt. Crowbar selbst verwies eher auf die im Sludge übliche Mischung aus Doom Metal und Hardcore Punk. Die Band sah sich „zu einem gewissen Prozentsatz als Doom Metal“. Sie habe aber „schon immer mehr auf Black Sabbath, Carnivore, Type O Negative“ und neben einigen Doom-Bands auch auf „Bands aus der New Yorker Hardcore-Szene wie etwa Biohazard“ gestanden. Die Bandmitglieder hätten auch die „Nase voll“ vom Thrash gehabt. Es wurde daher auch von „Doomcore“ gesprochen, Crowbar seien die „Speerspitze“ dieser neuen Bewegung und hätten somit eine „neue Variante“ des Doom Metal erfunden.

## Entstehung
Nachdem die Band im April 1990 ihr erstes und einziges Demo aufgenommen hatte und ihren ursprünglichen Schlagzeuger durch Craig Nunenmacher ersetzt hatte, ging die Band im Oktober 1991 in Palatine (Illinois) ins Studio, um ihr Debüt einzuspielen. Dabei wurden drei Songs vom Demo neu aufgenommen: A Breed Apart, My Agony und Subversion. Zu letzterem Stück wurde auch ein Video gedreht, das Headbangers Ball ab und an zeigte.

## Rezeption
Rock-Hard-Redakteur Frank Albrecht sagten besonders die Produktion und Kirk Windsteins kraftvoller Gesang zu. Er vergab für das „Album-Highlight des Monats“ neun von zehn Punkten. Bradley Torreano von Allmusic kritisierte dagegen, dass der Bass zu laut sei und die Gitarren so ihrer Durchschlagskraft beraubt würden. Die Nachfolgealben seien eindrucksvoller, aber auf Obedience Thru Suffering bekäme man eine der ersten Veröffentlichungen des „Louisiana-Klangs“ des Metals zu hören.
2012 wurde das Album durch Goomba Music / SPV wiederveröffentlicht. Andreas Schiffmann besprach diese Ausgabe für musikreviews.de und resümierte: „Mit der Neuauflage des Crowbar-Debüts legt man sich kein Ei ins Nest, so man den beileibe nicht perfekten, geschweige denn besten Langspieler der Band noch nicht besitzt. Im Laufe der Zeit hat die Band viele andere inspiriert, und wer dahingehend mitreden möchte, kommt hieran nicht vorbei. Eine schlechte Scheibe hat die Band sowieso nie veröffentlicht.“

## Titelliste
1. Waiting in Silence
2. I Despise
3. A Breed Apart
4. Obedience Thru Suffering
5. Vacuum
6. Four Walls
7. Subversion
8. Feeding Fear
9. My Agony
10. The Innocent

## Artwork
Die ursprüngliche Version des Covers von Mitch Nawara zeigte die Reproduktion eines Freskos mit einer, an Sisyphos oder Herakles erinnernden, Darstellung eines muskulösen Mannes, der eine große Kugel trägt. Später wurde das Album mit einer anderen Titelabbildung wiederveröffentlicht, welche einen im Boden wurzelnden Kopf zeigt, aus dessen Augen Flammen schlagen.